# Gregório Duvivier
Gregório Duvivier, all'anagrafe Gregório Byington Duvivier (Rio de Janeiro, 11 aprile 1986), è un attore, poeta e conduttore televisivo brasiliano.
Duvivier è tra i poeti brasiliani più rilevanti del XXI secolo, in una lista guidata da nomi come Augusto Branco, Adélia Prado e Bruna Lombardi, secondo uno studio che ha preso in considerazione la diffusione della sua opera sia al grande pubblico che su siti web specializzati. 

## Biografia

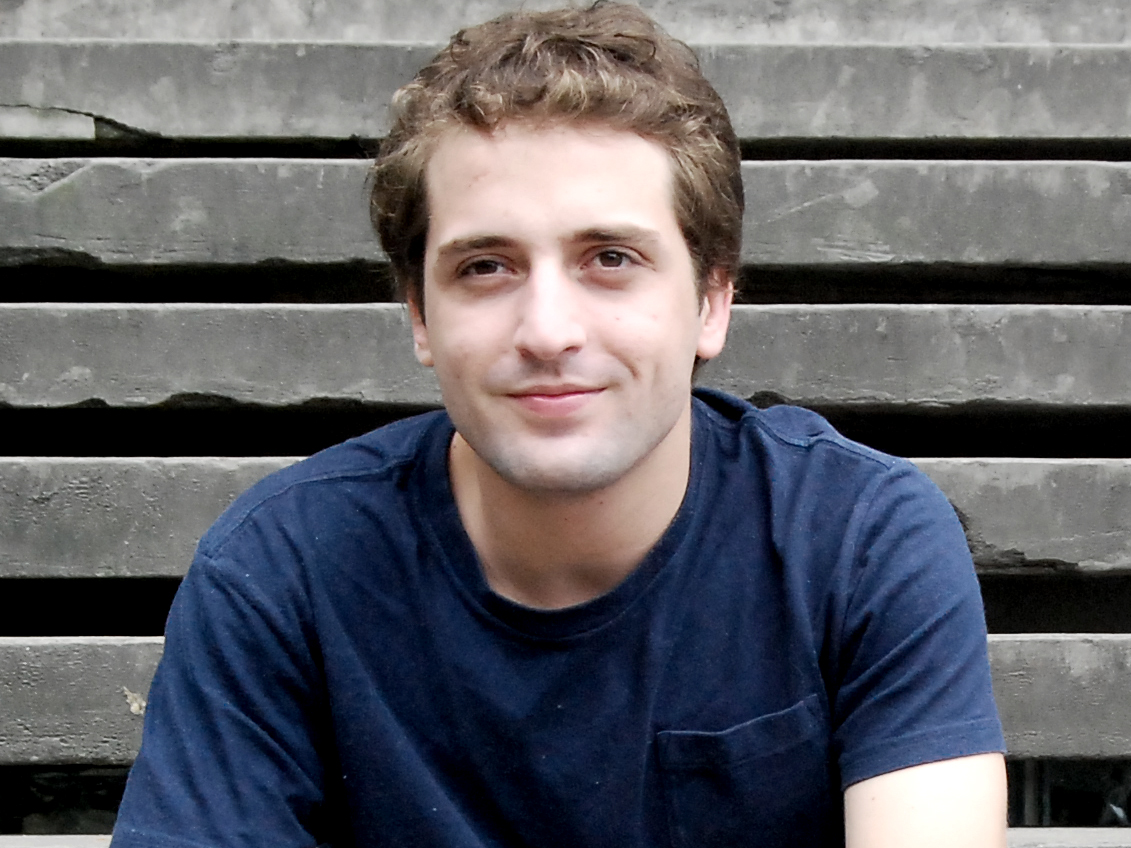
Gregorio Duvivier nel 2009

È figlio del musicista e artista Edgar Duvivier e della cantante Olivia Byington, nonché nipote dell'attrice Bianca Byington. Da parte di padre discende dal commendatore Theodoro Duvivier (a sua volta discendente da belgi e francesi), uno dei promotori dell'urbanizzazione dei quartieri carioca di Copacabana e Leme alla fine del XIX secolo. Da parte di madre è discendente di una delle famiglie statunitensi confederate che fuggirono in Brasile con la fine della guerra civile americana e della schiavitù negli Stati Uniti.
All'età di nove anni ha iniziato a seguire corsi di recitazione al Teatro Tablado con insegnanti quali Aracy Mourthé, Cacá Mourthé, Ricardo Kosovski e Bernardo Jablonski. Si è laureato in Lettere presso la Pontificia Università Cattolica di Rio de Janeiro.
Nel 2003 ha mosso i primi passi nello spettacolo come cabarettista. Ha debuttato in tv nella telenovela giovanile Alta Estação, impersonando lo studente universitario Umberto, amico del protagonista Eduardo. 
Nel 2008 ha pubblicato il primo libro di poesie, lodatissimo dai critici Marcelo Coelho e Cora Rónai. In seguito ha fatto uscire libri da lui anche illustrati.
In qualità di attivista, è stato invitato dall'Harry S. Truman Institute, affiliato all'Università Ebraica di Gerusalemme, a tenere una lezione nel seminario "Brasile, Israele e Palestina: politica, religione e ricerca della pace". 
Nel 2011 è stato coinvolto da Antonio Tabet e Ian SBF nella creazione di Porta dos Fundos, un portale che diffonde video, sorto inizialmente come canale su Youtube  Duvivier gestisce personalmente il portale dal 2025, insieme a Fabio Porchat, in seguito all'abbandono dei due fondatori.
Il 5 maggio 2017, ha debuttato con il suo show su HBO, chiamato Greg News, un programma di notizie umoristico sulla falsariga di Last Week Tonight con John Oliver.
Ha lavorato in diverse telenovelas e nel cinema. Grande scandalo ha suscitato nel 2019 per aver impersonato un Gesù omosessuale nel film La prima tentazione di Cristo, prodotto da Porta dos Fundos. 

## Vita privata
Nel 2014 ha sposato la cantante e attrice Clarice Falcão. I due hanno annunciato ufficialmente la separazione nel novembre dello stesso anno. 
Nel 2017 ha iniziato a frequentare la conduttrice televisiva Giovanna Nader, dalla quale ha avuto due figlie, Marieta, nata nel 2018, e Celeste, nata nel 2021. Nel 2018 la coppia si è unita in matrimonio